# Острво (стрип)
Острво је 5. епизода стрип серијала Кобра. Објављена је премијерно у магазину YU стрип, бр. 182/1 у издању Дечјих новина. Свеска је објављена у 07.08.1979. год.   Цена свеске износила је 10 динара (0,53 $; 1,07 DEM). Сценарио је написао Светозар Обрадовић, а епизоду нацртао Бранислав Керац. Епизода је имала 20 страна. Епизода је завршена у јануару 1979. год.

## Кратак садржај
У далматинском месту (близу Сплита), Кобрин пријатељ Јован Адамовић настрадао је током ноћног роњења. Пре одласка, својој девојци Јасни Грлић оставио је Кобрин број телефона да га назове уколико му се нешто деси. Јасна саопштава Кобри да мисли како је Јован убијен јер дисаљка која је пронађена на његовој ронилачкој опреми није његова. Пошто је полиција обуставила истрагу, Кобра креће да самостално да истражује острво близу кога је Јован погинуо. Открива да је Јован пронашао бившег немачког официра Хајдера, који се вратио у Југославију да би покупио сакривено благо које је опљачкао током 2. светског рата

## Борба против нациста као мотив
Борба против немачких нациста је честа мотивација у серијалу Кобра. Осим ове епизоде, нацисти се појављују у епизоди Незгодни сведоци и Папан. Главни негативац Чип из епизоде Анђео пакла на глави носи нацистичку официрску капу са орлом и мртвачком главом.

## Реприза
Епизода је објављена репризно у ЕКС алманаху бр. 530, који је изашао 15.11.1988. Цена свеске је била 1.100 динара (0,26 $; 0,47 DEM).